# Moutonne
Moutonne település Franciaországban, Jura megyében. Lakosainak száma 129 fő (2022. január 1.). Moutonne Reithouse, Beffia, Chavéria, Orgelet és Présilly községekkel határos.

## Népesség
A település népességének változása:
| Lakosok száma | 57   | 84   | 93   | 106  | 123  | 131  | 132  | 129  | 129  | 129  |
|               | 1968 | 1982 | 1990 | 2006 | 2013 | 2015 | 2017 | 2019 | 2020 | 2022 |